# Cercospora hayi
Cercospora hayi är en svampart som beskrevs av Calp. 1955. Cercospora hayi ingår i släktet Cercospora och familjen Mycosphaerellaceae.   Inga underarter finns listade i Catalogue of Life.